# Le Thuit-Signol
Le Thuit-Signol är en kommun i departementet Eure i regionen Normandie i norra Frankrike. Kommunen ligger i kantonen Amfreville-la-Campagne som tillhör arrondissementet Bernay. År 2018 hade Le Thuit-Signol 2 463 invånare.

## Befolkningsutveckling
Antalet invånare i kommunen Le Thuit-Signol
Referens:INSEE